# Ligne H du métro de Buenos Aires
Pour les articles homonymes, voir Ligne H.

Plan de la ligne H

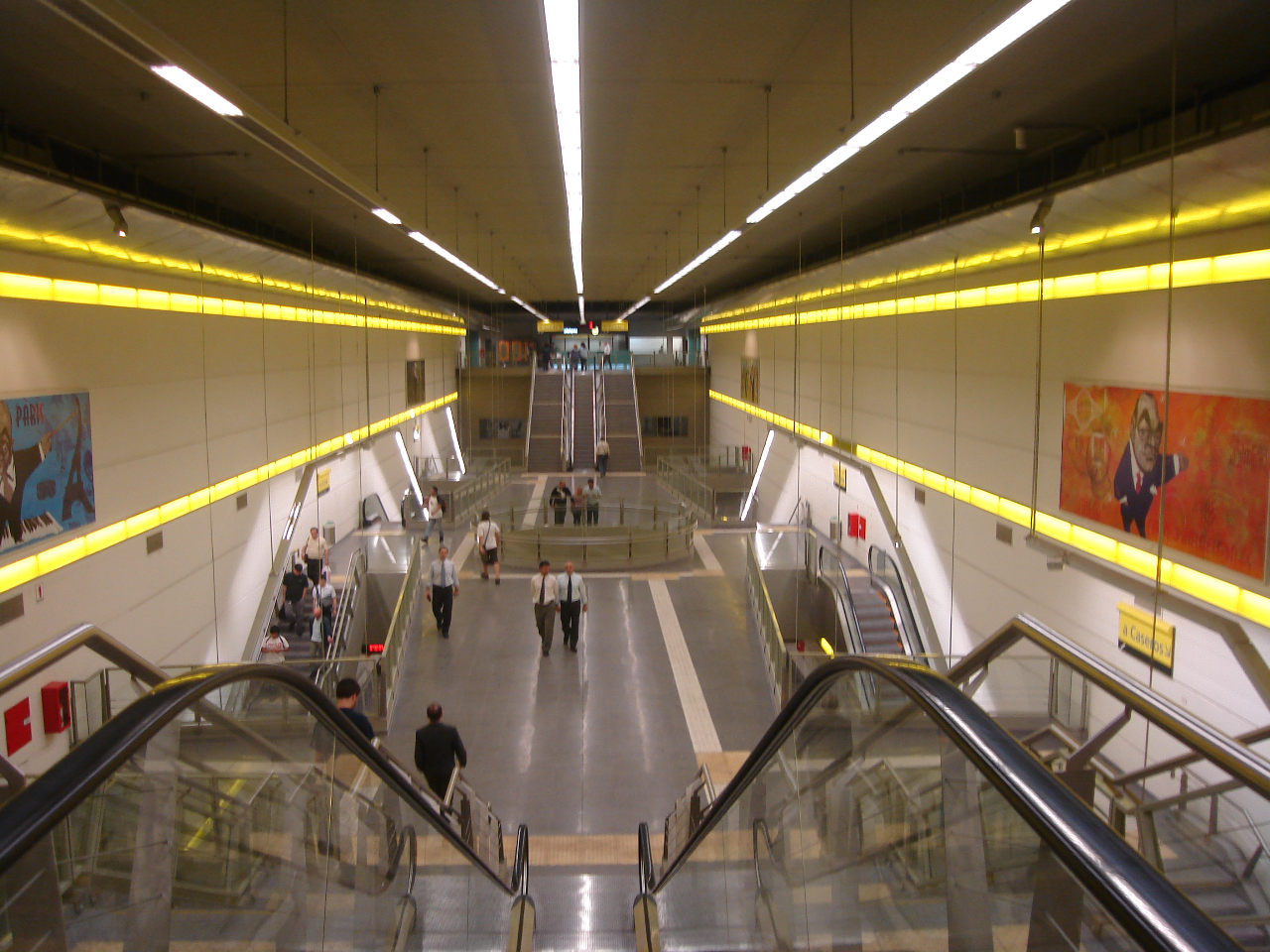
La gare de Humberto I

La ligne H du métro de Buenos Aires (ou línea H) est l'une des six lignes du métro de Buenos Aires, capitale de l'Argentine. Elle traverse la ville entre les stations Facultad de Derecho - Julieta Lanteri au nord-est à Hospitales au sud-ouest. La ligne est longue de 8 kilomètres et compte 12 stations.

## Une progression par étapes
Ce sont les premiers travaux d'une nouvelle ligne depuis la fin des années 1940, lorsqu'on termina les travaux de la  línea E. D'après le projet annoncé en 1997, la ligne terminée aurait une longueur finale de 10 km, augmentée à 11 km dans le projet présenté en 2000. Les travaux sont prévus en plusieurs étapes. 
La première étape des travaux a débuté le 19 avril 2001, et a été réalisée par l'entreprise Dycasa, la filiale argentine du groupe espagnol Dragados. Le tronçon est en correspondance avec les lignes A et E. Cette première étape de Once à Caseros (2,9 km ; 5 stations) a été achevée en 2006, mais n'a été mise en service que le 18 octobre 2007 après la livraison du matériel roulant. Le métro commence à fonctionner avec trois trains de quatre véhicules. 
En 2006 ont démarré les travaux de construction de la deuxième étape dont l'inauguration, initialement prévue pour 2009, eut partiellement lieu le 6 décembre 2010 : prolongeant la ligne de 0,7 km avec seulement une station vers le nord (Corrientes) : elle connecte la nouvelle ligne avec la línea B. Au sud par contre où deux stations étaient prévues (Parque Patricios et Hospitales), des problèmes d'aquifère et des restrictions budgétaires ont retardé la fin des travaux. La finalisation de ceux-ci, prévue pour septembre 2011, ne le fut qu'en mai 2013, prolongeant la ligne de 0,8 km. Les extensions suivantes furent celle de Corrientes - Las Heras (2 km ; deux stations) en décembre 2015, la mise en service de la station Santa Fe le 7 mai 2016 et l'extension d'une station vers le nord Facultad de Derecho - Julieta Lanteri le 17 mai 2018.
Cependant, il n'y a toujours pas d'accord sur les délais concernant la section suivante (de Corrientes à Retiro). On estime que cette ligne drainerait plus de 200 000 passagers par jour ouvrable (plus de 60 millions par an). 
La fréquentation atteint ces objectifs puisqu'en 2017 la ligne H transporta 55,2 millions de passagers.

## Tracé
La ligne a essentiellement un tracé nord-sud, c’est-à-dire transversal par rapport à l'ensemble des autres lignes du métro de Buenos Aires, qui jusqu'à présent a la forme d'un éventail de direction est vers ouest. Elle aura (comme la ligne C) une correspondance avec la totalité des cinq autres lignes en fonction, ce qui multipliera les possibilités de trajets différents dans la ville. C'est incontestablement un grand pas en avant dans l'amélioration et la rationalisation du réseau, qui jusqu'à présent était fortement déficient. 
Autre grand progrès apporté par cette nouvelle ligne : pour la première fois le sud de la cité sera desservi par une ou deux stations. Il était temps que ces quartiers largement prolétarisés aient aussi accès à ce moyen rapide et confortable de transport urbain. Ce n'est bien sûr qu'un très petit début, d'autant plus qu'une partie de ces stations du grand sud de la cité appartiennent à une phase décidée, mais non encore programmée.
La loi 317 a été votée par le parlement de la Legislatura de la Ciudad de Buenos Aires, le 14 décembre 1999 et promulguée le 13 janvier 2000 par décret 31/2000. Cette loi établit en son Annexe I le tracé de la ligne H (la station Caseros a été ajoutée ultérieurement).

### Stations ouvertes (du nord au sud)
- Facultad de Derecho (Faculté de Droit), station ouverte le 17 mai 2018
- Las Heras, mise en service le 18 décembre 2015, (correspondance avec la future Ligne F  à sa future station également appelée "Pueyrredón")
- Santa Fe, mise en service le 18 décembre 2015, (correspondance avec la Ligne D (station "Pueyrredón") et la future Ligne G  à sa future station "Pueyrredón"
- Cordoba, mise en service le 18 décembre 2015
- Corrientes, mise en service le 6 décembre 2010, (correspondance avec la Ligne B (station "Pueyrredón")).
- Once - 30 De Diciembre, mise en service le 18 octobre 2007, (correspondance avec la Ligne A (station "Plaza Miserere")).
- Venezuela, mise en service le 18 octobre 2007
- Humberto 1°, mise en service le 18 octobre 2007, (correspondance avec la Ligne E (station "Jujuy")).
- Inclán, mise en service le 18 octobre 2007
- Caseros, mise en service le 18 octobre 2007
- Pque. Patricios, mise en service en mai 2013
- Hospitales, mise en service en mai 2013

### Stations de la quatrième étape (en cours)
Deux stations se situent au nord 
- Cerrito (Avenida 9 de Julio)
- Retiro (correspondance avec la Ligne C (station "Retiro") ainsi qu'avec la future Ligne G et le prolongement prévu de la Ligne E)

Deux stations se situent au sud (au-delà d'Hospitales) :
- Sáenz[14]
- Nueva Pompeya

## Matériel roulant
Il était prévu de faire fonctionner la ligne H avec du matériel roulant neuf. Un appel d'offres a été lancé en octobre 2004. Néanmoins, le phasage de la ligne ne nécessitait pas de faire livrer la totalité des véhicules prévus lors de l'inauguration, alors qu'acheter les trains au fur et à mesure des inaugurations coûtait trop cher. Lors de l’ouverture de la ligne, il n’était pas nécessaire d'acheter du nouveau matériel jusqu'à ce qu'il soit suffisamment étendu et que le nombre de passagers atteigne un niveau où le nouveau matériel roulant est justifié. En outre le lancement de l'appel d'offres avait été trop tardif pour une livraison en 2006. L'appel d'offres a donc été annulé. C'est pour ces raisons que les véhicules de la ligne H furent des véhicules transférés de la ligne C. Il s'agissait des rames Siemens-Schuckert Orenstein & Koppel, fabriqués en Allemagne entre 1934 et 1939, qui desservaient toutes les lignes du système, à l’exception de la ligne B, à des moments différents à partir de 1934. 
Une commande de 120 voitures de la série 300 a été passé à Alstom en 2012 pour un coût de 216 millions de dollars US. Les premiers trains furent livrés en 2015 et fabriqués uniquement dans l'usine Alstom de São Paulo. Les véhicules Siemens O. & K. furent finalement retirés du service en juillet 2016 remplacés par 6 trains de six voitures Alstom, les voitures restantes devant être mises en service progressivement jusqu'en 2017.
Quinze trains en formation de six véhicules Alstom 300 sont en service sur la ligne H. Quant aux cinq autres trains de la commande de 2012 leur livraison pour la ligne H ou la ligne D ne semble pas décidée.  

### Signalisation
C'est la société Siemens qui obtient le contrat de signalisation de la ligne et du matériel roulant avec un CBTC qui s'effectua en trois étapes : 2007, 2009 et 2010.